# 빅토르 파파네크

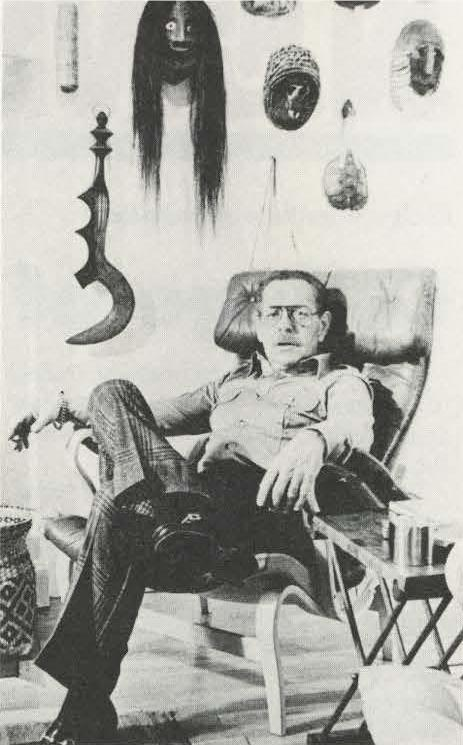

빅터 파파넥(독일어: Victor Papanek, 1927년 ~ 1998년 1월 14일)은 사회와 환경에 책임을 지는 제품 디자인, 도구 디자인, 사회 기반 시설 디자인, 적정기술 디자인을 강력하게 주장한 디자이너이자 교육자이다. 물질주의가 팽배했던 시대에 디자인의 정신적 가치를 부각시키면서 생태적 균형을 전제로 한 디자인의 실현을 강조했다. 그는 안전하지 않고, 보기에만 좋은 제품, 사용하기에 부적합한 제품, 필요없이 생산되는 제품의 생산을 비판했다. 그가 디자인한 제품, 저술 및 강의들은 많은 디자이너들에게 영향을 미쳤다.

## 생애
파파네크는 1927년 오스트리아 빈에서 태어났다. 학창시절을 영국에서 보냈고 미국으로 이주하여 디자인과 건축과 댄스를 공부했다. 그는 1949년에 건축가 프랭크 로이드 라이트의 지도를 받았다. 1950년에 뉴욕의 쿠퍼 유니온(The Cooper Union for the Advancement of Science and Art)에서 학사 학위를 받고 1955년에 Massachusetts Institute of Technology(MIT)에서 디자인 석사 학위를 받았다. 그는 인류학에서 다루는 사람에 대해 관심이 있어서 7년동안 나바호족, 이누이트, 발리인들과 생활하며 연구했다. 그는 디자인이 단순하게 기술적인 것이나 보이는데 치중하게 되면 진정 사람들이 원하는 것을 놓치게 된다.

## 경력
파파네크는 온타리오 에눌대학(Ontario College of Art), 로드아일랜드 디자인대학교(Rhode Island School of Design), 퍼듀 대학교(Purdue University), 캘리포니아 예술대학교(California Institute of Arts)등에서 강의를 하였다. 그는 캔자스 시 예술학교(Kansas City Art Institute에서 1976년부터 1981년까지 디자인과 학장이었다. 그리 1981년에 캔자스 대학교University of Kansas의 건축과 디자인 특훈 교수가 되었다. 또한 그는 스웨덴, 영국, 유고슬라비아, 스위스, 핀란드, 호주 등에서 일하고 가르치고 컨설팅을 하였다.
빅터 파파네크는유네스코와 세계 보건 기구를 위한 제품 디자인을 하였으며, 스웨덴의 볼보사에서는 장애인을 위한 택시 디자인을 맡기도 하였다. 모든 디자인의 관심은 사람과 환경에 어떤 영향을 주는가였다.

### 깡통 라디오
파파네크의 대표작인 깡통은 그가 인도네시아 발리의 원주민들과 함께 만든 것이다. 당시 발리에 큰 화산이 폭발하여 많은 피해가 있었고 유네스코 개발도상국 지원 프로그램의 일환으로 그곳을 방문한 그는 집집마다 간단한 통신 기기가 있었으면 피해가 커지지 않았을 텐데 그 당시 원주민들에게는 라디오조차 값비싼 물건이었음을 알게 되었다. 그래서 그는 원가 9센트, 재료는 관광객들이 버린 깡통 쓰레기였고, 땅콩 기름 같은 것을 동력으로 사용하는 라디오를 디자인하고 원주민들에게는 그 라디오의 패키지 디자인을 부탁하였다.
파파넥은 "깡통라디오"를 제작하였고 이는 가난한 원주민에 맞추어 9센트(약 100원)으로 간단히 만들 수 있도록 설계한 것이었다. 깡통라디오는 외형이 매우 흉했다. 전기 배선, 안테나등이 겉으로 드러났기 때문이다. 하지만 외형을 좋게 하려면 돈이 많이들었기 때문에 배선들이 드러나는 모습으로 두었다.

## 사망
1998년 캔자스주 로렌스에서 74세를 일기로 사망했다.
빈 응용예술대학교는 파파넥의 이름을 따 디자인의 사회적 책임과 포용성을 연구하는 파파넥 재단을 운영 중이다. 파파넥 재단은 오스트리아 문화재단과 함께 빅터 파파넥 사회적 디자인 상을 수여하고 있다.

## 저술

### 한국어 번역
- 1996년 《인간과 디자인》(미진사)
- 2008년 《인간과 디자인의 교감》(디자인하우스)
- 2009년 《인간을 위한 디자인》(미진사)
- 2011년 《녹색위기》(서울하우스)

### 영어
- Papanek, Victor (1971). Design for the Real World: Human Ecology and Social Change, New York, Pantheon Books . ISBN 0-394-47036-2.
- Papanek, Victor & Hennessey, Jim (1973). Nomadic furniture: how to build and where to buy lightweight furniture that folds, collapses, stacks, knocks-down, inflates or can be thrown away and re-cycled, New York, Pantheon Books . ISBN 0-394-70228-X.
- Papanek, Victor & Hennessey, Jim (1974). Nomadic Furniture 2, New York, Pantheon Books. ISBN 0-394-70638-2.
- Papanek, Victor & Hennessey, Jim (1977). How things don't work, New York, Pantheon Books. ISBN 0-394-49251-X.
- Papanek, Victor (1983). Design for Human Scale, New York, Van Nostrand Reinhold. ISBN 0-442-27616-8.
- Papanek, Victor (1995). The Green Imperative: Natural Design for the Real World, New York, Thames and Hudson. ISBN 0-500-27846-6.